# 毒漆藤
毒漆藤（学名：英文：Poison Sumac），又名三葉毒藤，是一种分布在北美、亞洲及澳大利亚的有毒植物。大多數人觸碰到時會產生過敏反應。